# Рюффек (кантон)
Рюффе́к (фр. Ruffec) — кантон во Франции, находится в регионе Пуату — Шаранта, департамент Шаранта. Входит в состав округа Конфолан.
Код INSEE кантона — 1624. Всего в кантон Рюффек входят 15 коммун, из них главной коммуной является Рюффек.
Население кантона на 2007 год составляло 8 742 человека.
Коммуны кантона:
- Барро
- Бьюссак
- Вертёй-сюр-Шарант
- Вильга
- Вьё-Рюффек
- Кондак
- Кутюр
- Лез-Аджо
- Нантёй-ан-Валле
- Пурсак
- Рюффек
- Сен-Гурсон
- Сен-Жорж
- Сен-Сюльпис-де-Рюффек
- Тезе-Эзи